# Gottlieb Traugott Bienert

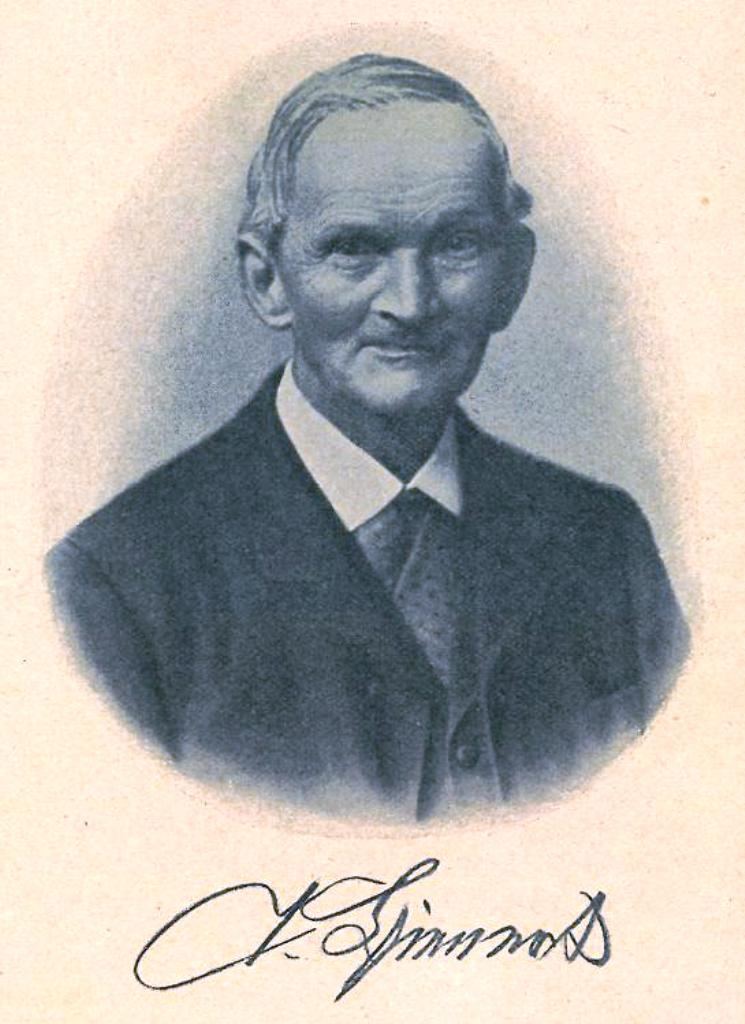
Gottlieb Traugott Bienert, Aufnahme von 1890, mit Faksimile seiner Unterschrift

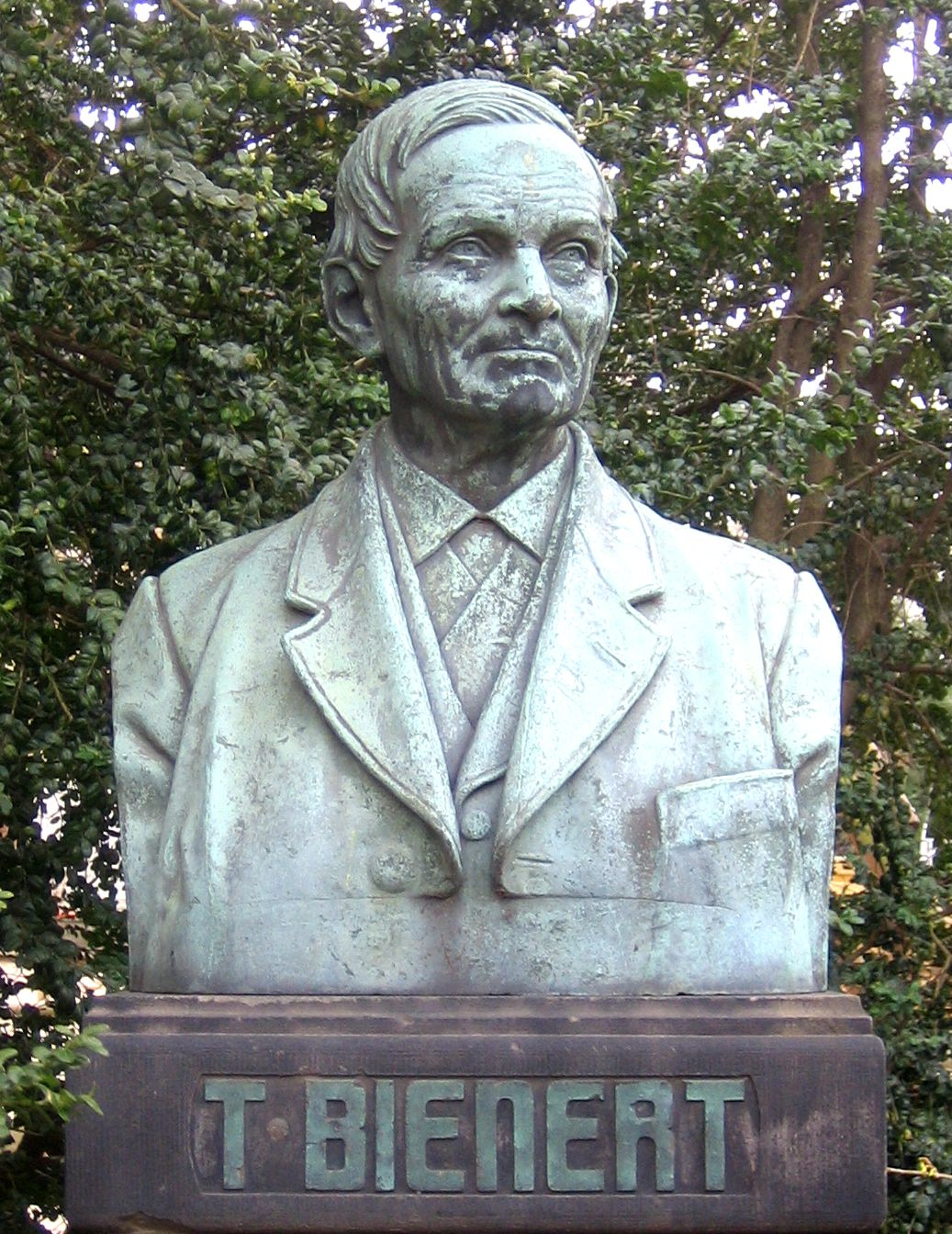
Denkmal in Dresden-Plauen

Gottlieb Traugott Bienert (* 21. Juli 1813 in Eschdorf bei Dresden; † 22. Oktober 1894 in Plauen bei Dresden) war ein Müller und Bäcker, der es zum Großindustriellen brachte.

## Leben

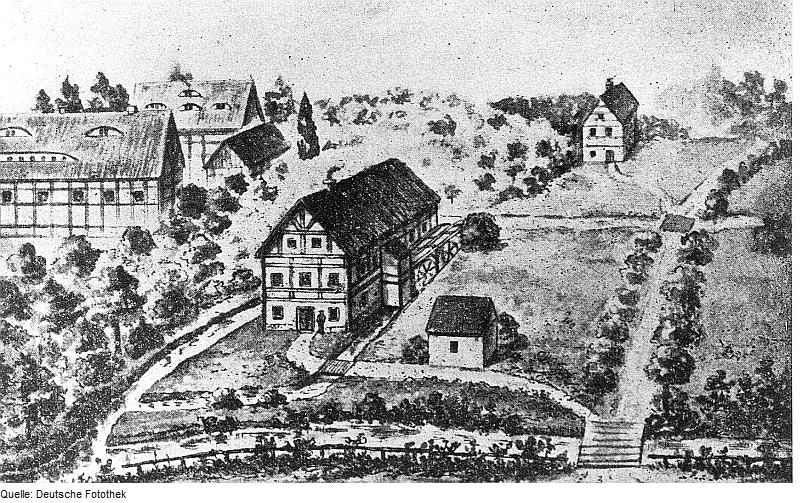
Obermühle Eschdorf, Geburtshaus Gottlieb Traugott Bienerts

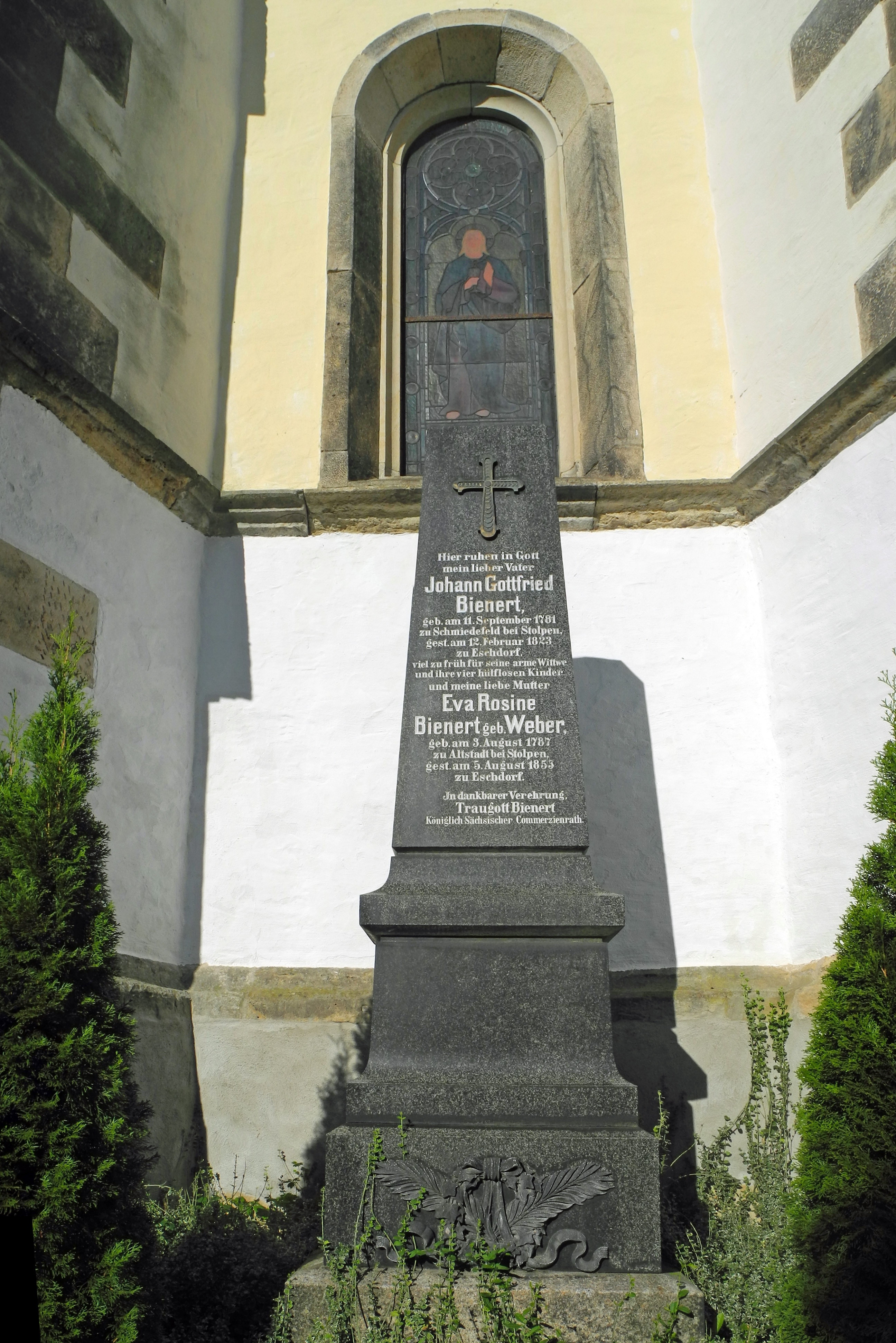
Grabstele von Bienerts Eltern auf dem Kirchhof der Kirche Eschdorf

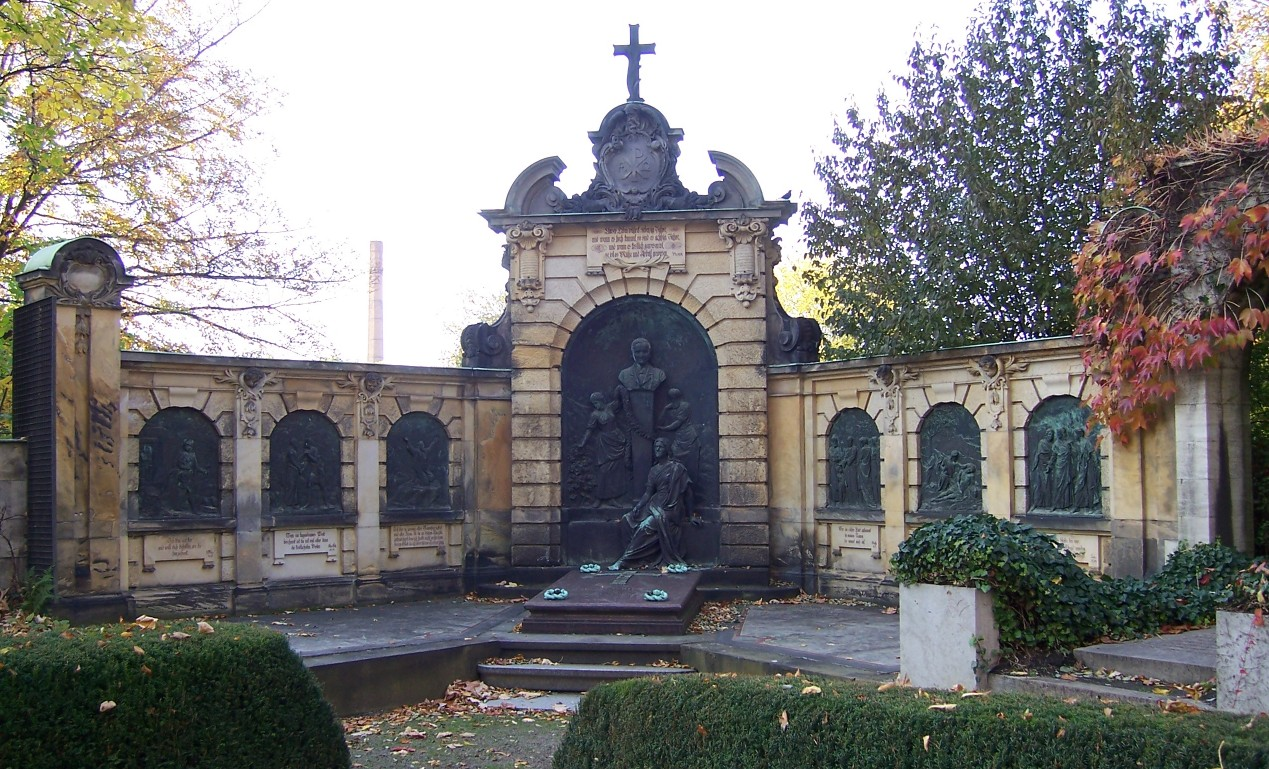
Grab von Gottlieb Traugott Bienert auf dem Inneren Plauenschen Friedhof in Dresden

### Kindheit und Jugend
Gottlieb Traugott Bienert wurde als Sohn des Erbmüllers Johann Gottfried Bienert (1782–1823) und dessen Ehefrau Johanna Eva Rosina Weber geboren. Er entstammte der bekannten sächsischen Müllerfamilie Bienert, deren Wurzeln in Sachsen bis ins 16. Jahrhundert zurückreichen. Bienerts Eltern hatten bei ihrer Heirat 1812 die Obermühle in Eschdorf übernommen.
Kurz nach seiner Geburt brachten die Wirren der Schlacht bei Dresden im August 1813 der Familie erhebliche Schwierigkeiten, die auch in den Folgejahren anhielten. Neben Zerstörungen an der Mühle und geplünderten Scheunen waren auch die ungünstige Lage der Mühle und die geringe Wasserkraft Ursachen für einen permanenten Existenzkampf. Dieser verschärfte sich noch durch den Tod des Vaters 1823. Da eine testamentarische Verfügung vorlag, konnte die Mutter die Mühle mit Hilfe eines Gesellen weiter betreiben und bekam nach einiger Zeit auch die Konzession zum Brotbacken. Die Kinder, vor allem die beiden ältesten Söhne Gottlieb Traugott und Gottlieb Leberecht (1815–1869), wurden frühzeitig in alle notwendigen Arbeiten eingebunden.
Um die Existenz der Familie zu sichern, lernte Bienert nach dem Schulabschluss Müller und verzichtete auf seinen großen Wunsch, Lehrer zu werden. Zunächst mit der Mutter und später mit seinem jüngeren Bruder gelang es ihm, die Mühle finanziell zu konsolidieren. Nach mehreren Jahren hatte er sich eine stabile Existenzgrundlage geschaffen, die es ihm erlaubte, um die Hand der Tochter des Gutsbesitzers und Landrichters Leuthold in Schullwitz anzuhalten.

### Ehe und Familie
Am 23. November 1843 fand die Trauung von Gottlieb Traugott Bienert und Christiane Wilhelmine Leuthold (29. Januar 1819 – 4. Oktober 1904) in der Dorfkirche von Schönfeld statt. Das Ehepaar zog in ein Haus in Dresden an der Bautzner Straße, das Bienert hatte bauen lassen. Aus der Ehe gingen neun Kinder hervor, fünf Mädchen und vier Jungen. Zwei Söhne verstarben schon im Kleinkindalter.
- Ida Wilhelmine (7. Februar 1844 – 30. August 1918)
- Carl Gustav (21. Februar 1845 – 14. Juni 1845)
- Bertha Elisa (24. Juli 1846 – 3. November 1887)
- Emil Georg (29. Juni 1848 – 3. Oktober 1850)
- Clara Wilhelmine (28. Juli 1850 – 12. Oktober 1926)
- Martha Elisa (6. Februar 1854 – 28. September 1904)
- Amalie Minna (8. August 1855 – 13. April 1920)
- Ernst Theodor (18. September 1857 – 20. August 1935)
- Moritz Erwin (5. November 1859 – 3. Dezember 1930)

Nach Übernahme der Hofmühle in Plauen bei Dresden 1852 zog die Familie in das dort vorhandene Pächterhaus. Da der Wohnraum bald zu eng wurde, entschloss sich Bienert, einige im hinteren Hof befindliche Gebäude abreißen und 1863 ein neues Wohnhaus errichten zu lassen.
Über den Lebensweg der Töchter von Traugott und Christiane Bienert ist wenig bekannt. Sie waren in der zweiten Hälfte des 19. Jahrhunderts eben nur eine „gute Partie“. Die beiden Söhne Theodor und Erwin übernahmen das Unternehmen von ihrem Vater, führten es erfolgreich weiter und engagierten sich ebenso wie der Vater für die Gemeinde sowie die Kirchgemeinde Plauen und später die Stadt Dresden. Sie heirateten jeder eine Tochter der Familie Suckert aus Langenbielau in Schlesien. Bekannt ist besonders die Ehefrau von Erwin Bienert, Ida Bienert, als Kunstsammlerin und Mäzenatin.
Im Sommer 1881 entschloss sich Bienert, mit seiner Frau in die Dresdner Antonstadt umzuziehen, 1882 zunächst in die Sängerstraße 2 (heute Louis-Braille-Straße) und 1886 in die Arndtstraße 6.
Dem Ehepaar Gottlieb Traugott Bienert und Christiane Wilhelmine geb. Leuthold war es im November 1893 vergönnt, das damals seltene Fest der Goldenen Hochzeit zu begehen. Kurz danach, im Frühjahr 1894, erkrankte Gottlieb Traugott Bienert, der zu diesem Zeitpunkt als der zweitreichste Mann Sachsens – nach dem König – bezeichnet wurde, und verstarb am 22. Oktober 1894 in Dresden. Am 25. Oktober 1894 wurde er auf dem Inneren Plauenschen Friedhof unter großer Anteilnahme der Plauener Bevölkerung beigesetzt, zunächst in einer Grabstelle an der Südmauer des Friedhofs. Testamentarisch hatte er festgelegt, dass sein Grab nach dem Vorbild des Grabmals des Großindustriellen Franz Ludwig Gehe auf dem St.-Pauli-Friedhof von Bildhauer Robert Henze gestaltet werden sollte. Das Grabmal wurde 1897 fertiggestellt und der Leichnam von Bienert am 21. Oktober 1897 dorthin umgebettet.
Gottlieb Traugotts Ehefrau Christiane Wilhelmine Bienert starb am 4. Oktober 1904 und wurde in der gleichen Grabstelle wie ihr Ehemann beigesetzt.

## Beruflicher Werdegang

### Tätigkeit in Eschdorf bei Dresden
Nach seiner Ausbildung zum Müller betrieb Bienert gemeinsam mit der Mutter und dem jüngeren Bruder die Mühle und Bäckerei in Eschdorf. Eine seiner ersten selbstständigen Maßnahmen war, die sogenannte Lohnmüllerei abzuschaffen. Dabei ging es darum, dass die Korn liefernden Bauern nicht auf die Fertigstellung ihres Mehls warteten und vom Müller versorgt werden mussten, sondern sofort ein Äquivalent Brot für ihr Korn bekamen. Sein Ehrgeiz richtete sich vor allem darauf, dass die Eschdorfer Mühle das beste Mehl und das beste Brot in der Umgebung lieferte. Dieses Bestreben hatte Erfolg und wurde zu einem Grundprinzip seines Berufslebens: mit Qualität die Kunden gewinnen.
1837 einigte sich die Familie, dass die beiden Brüder die Mühle übernehmen und Mutter und Schwester finanziell entschädigt werden. Unmittelbar danach erweiterte Bienert den Betrieb und lieferte Brot bis nach Pillnitz und Loschwitz, wo sich Sommerwohnungen Dresdner Bürger befanden, die die Qualität seiner Ware zu schätzen wussten. Um diese auch im Winter beliefern zu können, erwarb Bienert eine Brotback-Konzession für Dresden und die Erlaubnis zum Brotverkauf auf dem Neustädter Markt als sogenannter Platzbäcker, d. h. ohne festen Stand. Drei Mal wöchentlich fuhr er von Eschdorf nach Dresden zum Brotverkauf. Eine Fahrt mit dem Pferdefuhrwerk dauerte jeweils vier Stunden, so dass Bienert morgens um 2 Uhr losfahren musste, um pünktlich 6 Uhr zum Marktbeginn in Dresden an Ort und Stelle zu sein. Das Unternehmen war aber so erfolgreich, dass er den Bau einer Bäckerei in Dresden ins Auge fasste. 1843 übergab er die Eschdorfer Mühle mit allen Rechten zur Belieferung der Umgebung an seinen Bruder. Im gleichen Jahr erwarb er zwei Grundstücke in Dresden an der Bautzner Straße und ließ ein Wohngebäude mit Bäckerei und Verkaufsräumen errichten, um dort beruflich und familiär Fuß zu fassen.

### Unternehmen an mehreren Standorten
Der Umzug nach Dresden brachte zwar erhebliche Erleichterung hinsichtlich des Verkaufs von Brot an den Markttagen, da die lange Fahrt entfiel, aber Bienert hatte das Problem, ein seinen Ansprüchen genügendes Mehl zu beschaffen. Deshalb pachtete er zunächst 1844 eine Mühle im Liebethaler Grund. 1847 erwarb er mit Unterstützung seines Onkels die Brettmühle in Radeburg, die er modernisierte und eine Bäckerei einbaute. Dadurch war das Volumen des von ihm verarbeiteten Getreides so gestiegen, dass er Einfluss auf die Preisgestaltung auf dem Radeburger Getreidemarkt nehmen konnte. Unmittelbar nach der Übernahme der Mühle hatte er wie in Eschdorf die Lohnmüllerei abgeschafft und den Brottauschhandel eingeführt. Nur freitags wurde das Getreide gegen Lohn gemahlen.
Im Laufe der Zeit merkte Bienert, dass er wegen der drei räumlich weit auseinanderliegenden Standorte keine volle Kontrolle über die Arbeit an den einzelnen Orten ausüben konnte. Hinzu kam ein „Magenübel, an dem ich viele Jahre zu leiden hatte.“ Im Sommer 1851 erhielt er das Angebot, die Hofmühle in Plauen bei Dresden zu pachten. Der vormalige Pächter stellte sehr hohe Forderungen, so dass die Verhandlungen beinahe gescheitert wären und Bienert die Dampfmühle in Übigau übernommen hätte. Im April 1852 wurde endlich der Vertrag unterzeichnet und Bienert war ab 1. Mai 1852 Pächter der Hofmühle Plauen.

### Arbeit in der Hofmühle in Plauen bei Dresden
Bienert hatte sich für die Hofmühle wegen ihrer günstigen Lage zu Dresden und der bedeutenden Wasserkraft der Weißeritz entschieden. Den Zustand der Mühle selbst bezeichnete er aber als „erbärmlich“. Unmittelbar nach der Übernahme trat er zunächst eine 14-tägige Reise nach Österreich an, um sich „über die dortige Hochmüllerei zu unterrichten“. Den Werkführer hatte er angewiesen, die Mühle wie bisher zu betreiben. Nach seiner Rückkehr musste er einen Streik der Arbeiter erleben, die höhere Löhne forderten. Bienert konnte und wollte darauf nicht eingehen und nahm den Betrieb mit Hilfe zweier ihm bekannter Müller auf. Die Arbeiter kehrten nach und nach zurück; es sollte nach allen bekannten Unterlagen der einzige Streik in der Bienertmühle bleiben.
Wie bei allen seinen bisherigen Übernahmen musste Bienert auch die Hofmühle zunächst grundlegend modernisieren. Sein Ziel, sie „zu einem leistungsfähigen Industrieetablissement umzuwandeln“ verfolgte er über die Jahre mit aller Konsequenz. Er informierte sich über die neuesten technischen und technologischen Entwicklungen und setzte sie unter Abwägung von Erfolgsaussichten und Möglichkeit des Scheiterns so ein, dass sich die Hofmühle vom Handwerksbetrieb zum Industrieunternehmen entwickelte. Vor allem zwei Grundsätze bestimmten dabei sein Handeln: beste Qualität der hergestellten Produkte musste erreicht werden und die für die Innovation notwendigen Finanzen mussten zur Verfügung stehen.
Zur technischen Entwicklung der Hofmühle siehe unter Bienertmühle: Unter Bienerts tatkräftiger Leitung wurde sie zum modernsten Mühlenstandort in Sachsen auf- und ausgebaut.

## Ehrungen
Bereits 1849 erhielt Bienert die Landwirtschaftliche Medaille in Silber vom Ministerium des Innern für die Einführung des Brottauschhandels in Radeburg. Die schon in den ersten Jahren erfolgreiche Tätigkeit Bienerts in der Hofmühle Plauen wurde durch einen Besuch von König Johann 1855 und die Medaille für Verdienste um die vaterländische Industrie des Gewerbevereins Dresden gewürdigt. 1882 verlieh ihm König Albert den Titel Kommerzienrat „in Anerkennung seiner unternehmerischen Leistungen und seines gemeinnützigen Engagement“. Die Gemeinde Plauen ernannte Bienert zu ihrem Ehrenbürger.
Noch zu seinen Lebzeiten legte Bienert die „Untere Bienertstraße“ von der Bahnlinie bis zur Chemnitzer Straße an, die schon in den Parzellierungsplänen der Aktiengesellschaft Dresdner Westend als Bienertstraße bis zur Nöthnitzer Straße weitergeführt ist.
Die 50-Jahr-Feier der Übernahme der Hofmühle durch Bienert war für die Gemeinde Plauen Anlass, ihm 1902 zwei Denkmale zu setzen: eine Bronzebüste auf einem Sockel neben dem Rathaus und den Müllerbrunnen auf dem Rathausplatz, dem heutigen F.-C.-Weiskopf-Platz. Die Bronzebüste entwarf Prof. Henze, ebenso die Figur des Müllerburschen auf dem Müllerbrunnen. Die Brunnenanlage selbst gestalteten die Architekten Lossow & Viehweger.

## Stiftungen

### Soziale Einrichtungen für die Belegschaft seines Unternehmens
Bienert hatte schon frühzeitig erkannt, dass die Belegschaft seines Unternehmens sein größtes Kapital ist. 1855 gründete er eine Sparkasse für seine Angestellten, die höhere Zinsen als anderwärts zahlte. Seine technologischen Umbauten versuchte er mit Verbesserung der Arbeitsbedingungen zu kombinieren, z. B. waren nach Umbau der Ölmühle 1861 die Arbeitstemperaturen deutlich niedriger als vorher. 1878 entstand eine Betriebsküche, die von 160 der 240 Beschäftigten genutzt wurde. 1881 gründete Bienert mit 150.000 Mark Kapital eine Pensions- und Unterstützungskasse für die Beamten und Angestellten der Hofmühle und 1893 anlässlich seines 80. Geburtstages eine Krankenkassenstiftung für Krankheitsfälle, bei denen die Betriebskrankenkasse nicht eintreten konnte. Erwähnenswert sind außerdem die Betriebsbibliothek der Bienertmühle und ein fabrikeigener Kindergarten.

### Stiftungen an das Dorf Plauen und die Stadt Dresden
Neben Bienerts Verständnis über den Wert zuverlässiger Mitarbeiter war ihm klar, dass ein funktionierendes Gemeinwesen für den unternehmerischen Erfolg notwendig ist. Dabei hatte er stets im Blick, dass Investitionen Gewinn abwerfen sollten. Diese Denkweise führte letztlich dazu, dass Bienert zu einem der reichsten Männer Sachsens wurde, immer getragen davon, nicht nur für sich zu arbeiten, „sondern auch für andere und zum allgemeinen Besten“. Er selbst benennt das z. B. beim Bau einer Wasserleitung für die Hofmühle und den Ort Plauen, durch die „der Werth meines im Oberdorfe gelegenen Baulandes erhöht“ wurde. Ebenso plante er die Gasanstalt am linken Weißeritzufer (heute Standort einer Tankstelle) so, dass nur rund ein Drittel des Gases für die Hofmühle gebraucht wurde und der Rest gewinnbringend an Privathaushalte und für die Straßenbeleuchtung im Dorf Plauen abgegeben werden konnte.
Bienert hatte im Laufe der Jahre in Plauen zahlreiche Grundstücke erworben, deren Wert durch die intensive Bautätigkeit im letzten Drittel des 19. Jh. stetig stieg. Insofern konnte er großzügig einige Flächen der Gemeinde Plauen kostenlos zur Verfügung stellen, z. B. 1875 das Grundstück für den Bau der „Mittleren Volksschule“ (heutige 39. Oberschule an der Schleiermacherstraße) und 1884 die Grundstücke für das Rathaus Plauen und die „Höhere Volksschule“ (heutige 55. Oberschule „G. T. Bienert“ an der Nöthnitzer Straße).
Auf Bienerts Veranlassung setzte die Witwe des Gutsbesitzers Heger den Ort Plauen als Universalerben ihres Vermögens ein, das Bienert aufstockte und 1883 die Heger-Bienert-Stiftung gründete. Die daraus finanzierte „Kinderbewahranstalt“ an der Nöthnitzer Straße war für Vorschulkinder berufstätiger Mütter eingerichtet. Außerdem konnten schon die Schule besuchende Jungen sich dort in ihrer Freizeit beschäftigen und z. B. durch Brennholzherstellung einen kleinen Verdienst erwerben. Heute ist in dem Gebäude ein Kindergarten untergebracht.
Testamentarisch verfügte Bienert zwei weitere finanzielle Stiftungen für die Gemeinde Plauen in Höhe von 50.000 Mark und die Stadt Dresden mit einem Stammvermögen von 1 Mio. Mark. Erstere war für die „Verschönerung der Vorstadt Plauen“ bestimmt, und die Gemeinde finanzierte daraus u. a. den Müllerbrunnen und den Aufgang zur Auferstehungskirche an der Straße Altplauen. Die Erträge der Stiftung für Dresden sollte vor allem an wohltätige Vereine in Dresden und Plauen fließen und als Sparbücher mit 500 Mark Einlage evangelischen Waisenkindern zur Konfirmation überreicht werden.
Bienert unterstützte auch mehrere sozial orientierte Vereine, die unter dem Dach der Kirche gegründet worden waren, und die Einrichtung einer Volksküche in Plauen.

### Stiftungen an die Kirche von Plauen
Mit seiner Umsiedlung nach Plauen 1852 beteiligte sich Bienert am Leben der Kirchgemeinde von Plauen. Nachgewiesen ist die Buchung eines sog. Betstübchens, also eines festen Sitzplatzes in der Kirche. Bei der ersten Kirchenvorstandswahl in der Landeskirche Sachsen 1868 kandidierte Bienert und wurde als Kirchvorsteher in Plauen gewählt. Das Amt übte er bis 1872 aus.
Anlässlich seines 25-jährigen Firmenjubiläums 1877 in Plauen stiftete er 8000 Mark für die Erneuerung der Orgel. Das war letzter Anstoß, die Kirche von Plauen 1878 grundlegend zu renovieren und im Inneren umzubauen. 1881 ließ Bienert auf seine Kosten eine Gasleitung zur Kirche legen. Diese konnte damit erstmals eine Beleuchtung erhalten, und Abendgottesdienste waren möglich.
1893 waren am Turm der Kirche von Plauen umfangreiche Arbeiten nötig, um dessen Baufälligkeit zu beheben. In diesem Zusammenhang schenkte Bienert der Kirchgemeinde eine Summe von 7.500 Mark zur Anschaffung neuer Glocken. Diese mussten 1917 zu Kriegszwecken abgeliefert werden und sind deshalb nicht mehr erhalten.